# Complexe commémoratif de l'éternité
Le Complexe commémoratif de l'éternité (roumain : Complexul Memorial Eternitate) est un mémorial situé à Chișinău, la capitale de la Moldavie. Le mémorial est situé le long de la rue P. Halippa. Il est dédié aux soldats soviétiques morts dans les combats contre les troupes germano-roumaines de la Seconde Guerre mondiale .

## Histoire
À l'époque soviétique, le complexe était connu sous le nom de Victory Memorial. Le monument a été érigé le 9 mai 1975 en l'honneur des soldats soviétiques morts pendant la Grande Guerre patriotique. Le monument a été restauré le 24 août 2006, marquant le 62e anniversaire de la deuxième offensive Jassy-Kishinev.

## Description
La partie centrale du mémorial est une pyramide de 25 mètres de haut. Une étoile à 5 branches avec une flamme éternelle au centre du monument. Le monument est gardé par une garde d'honneur de l'armée moldave qui change de garde toutes les heures. Des cérémonies de dépôt de gerbes sont régulièrement organisées au centre du mémorial les jours fériés. Le 1er août 2016, la Banque centrale de Russie a émis une pièce de cinq roubles de la série « Villes — capitales des États libérées par les troupes soviétiques des envahisseurs nazis », dédiée à Chisinau, dont le revers représente le mémorial en l'honneur de la seconde offensive Jassy-Kishinev. Le nombre d'exemplaires vendus a été les deux millions,.

## Galerie

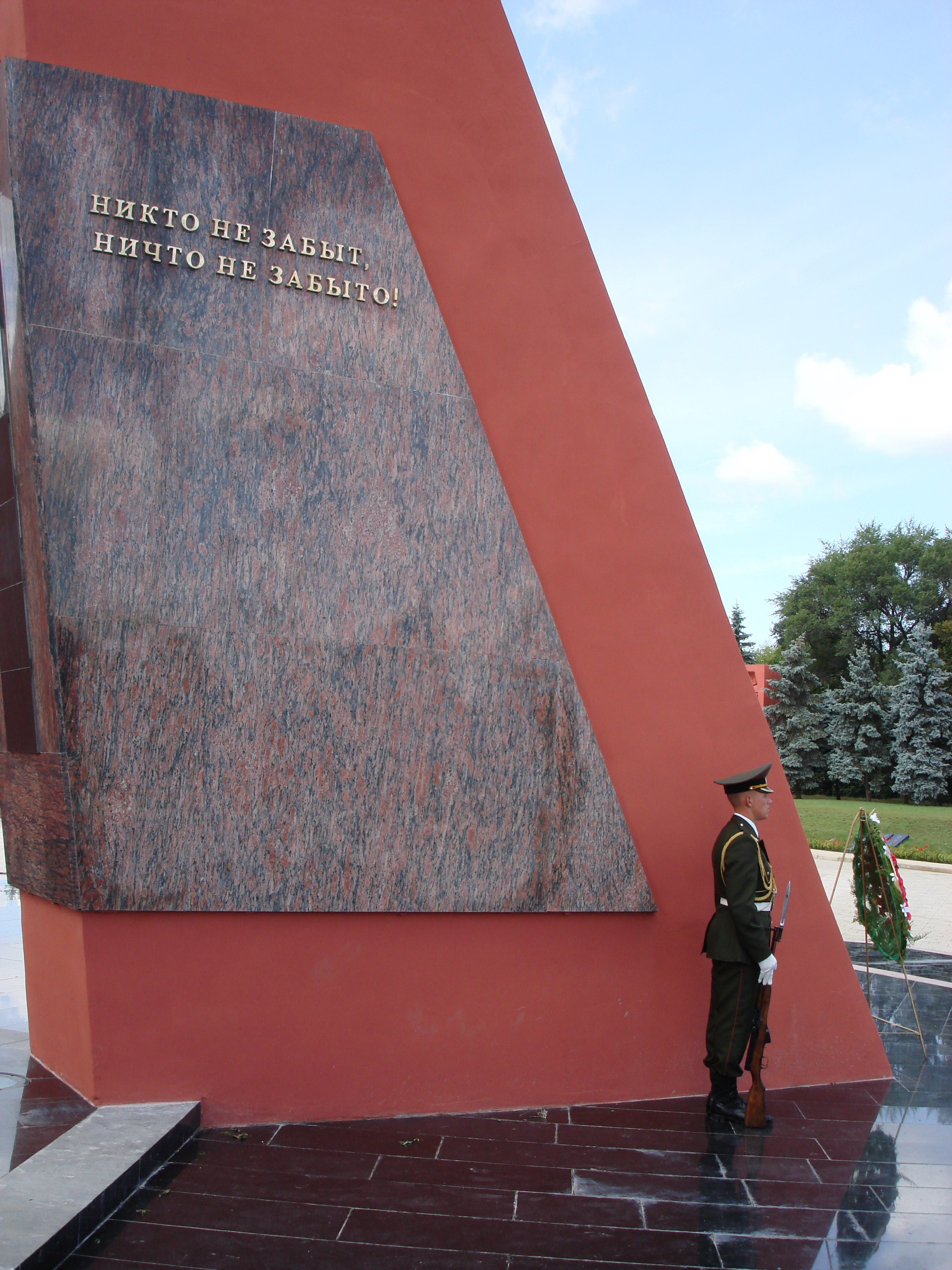
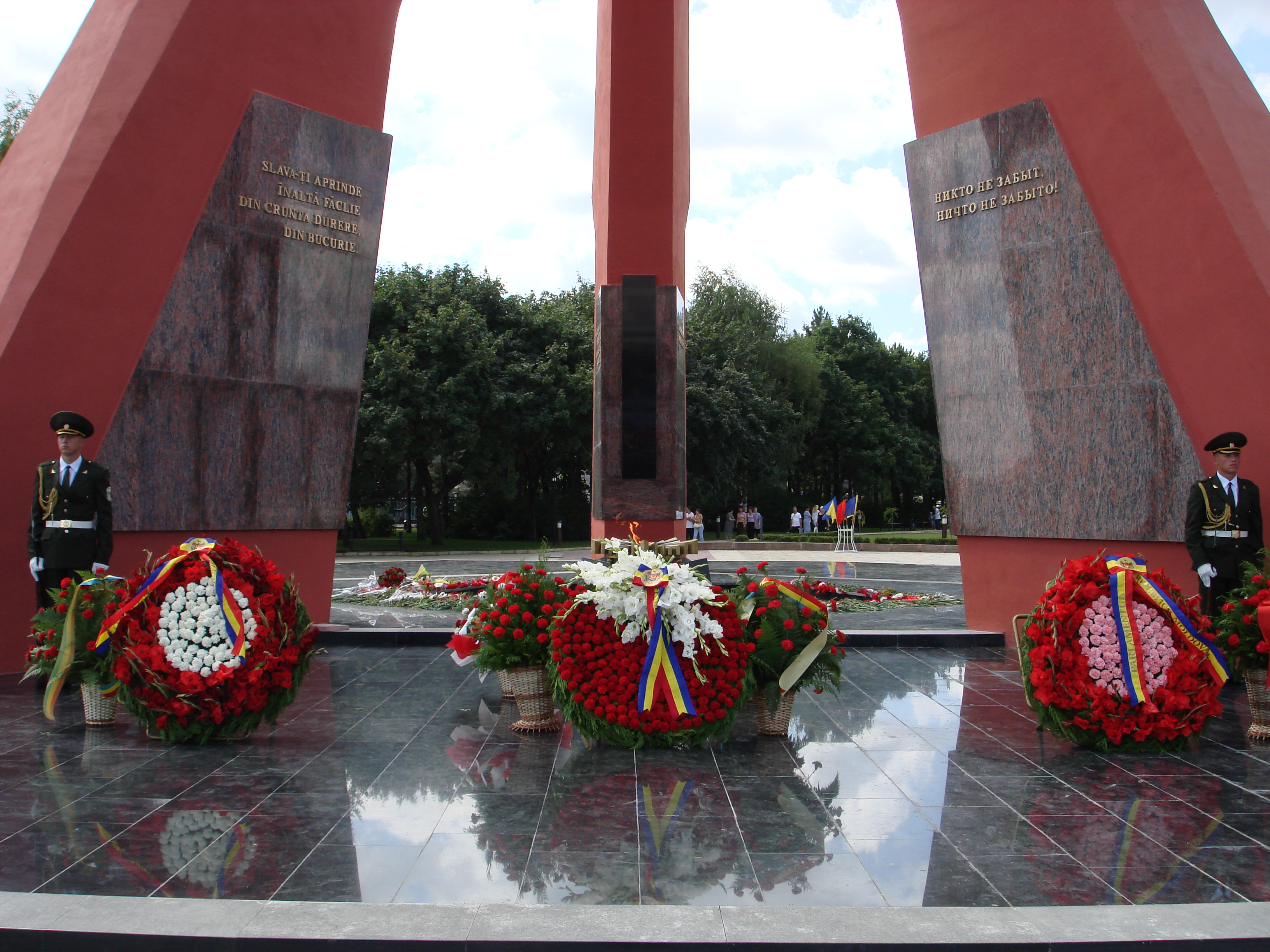
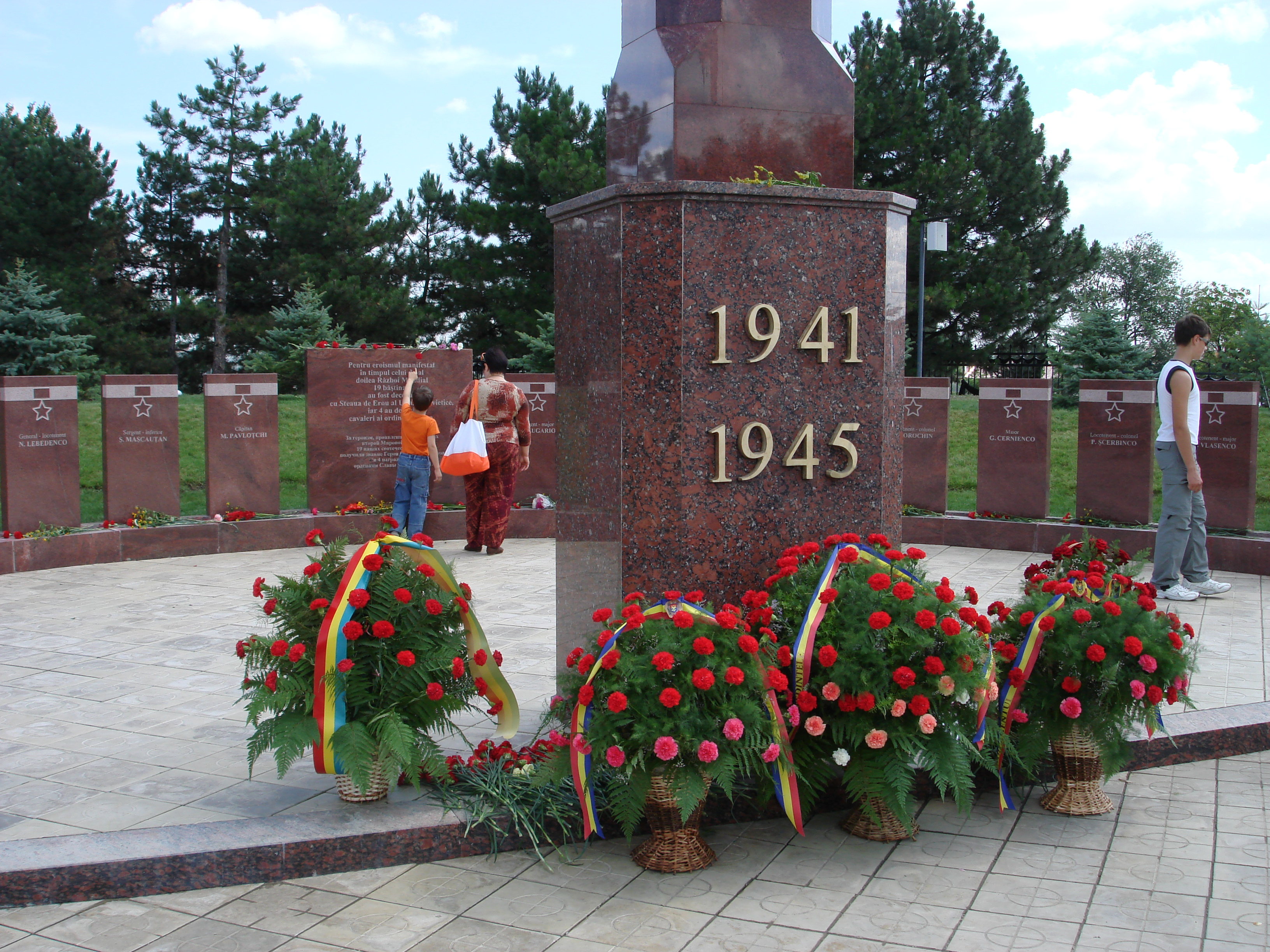
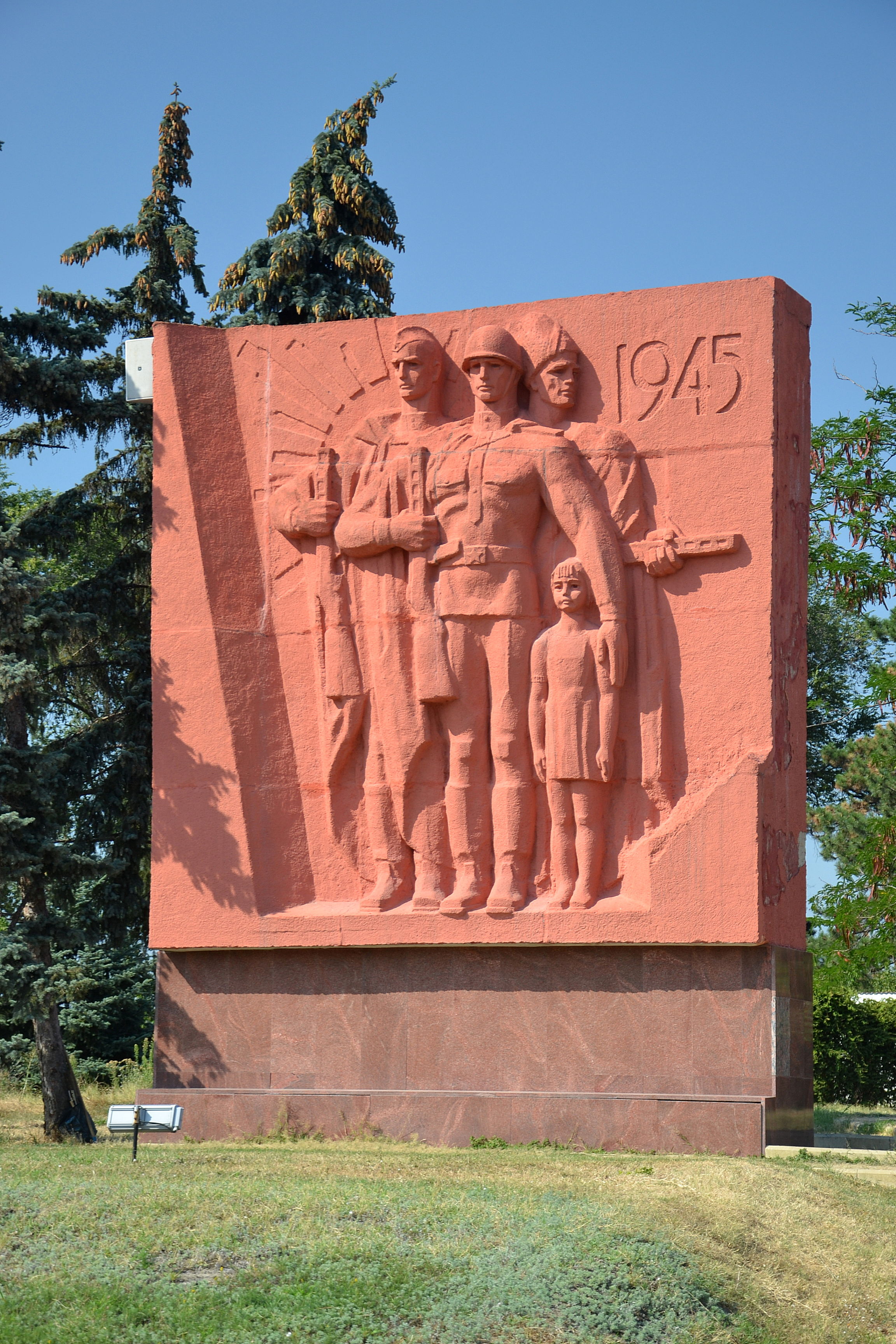
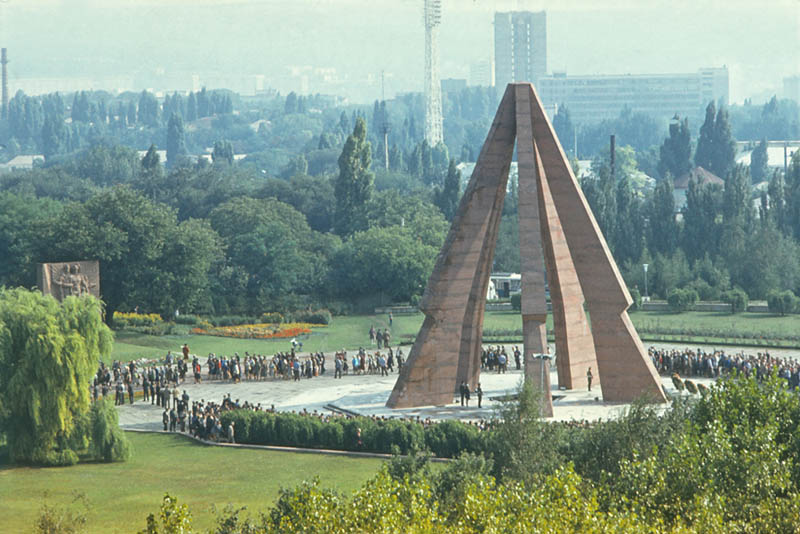
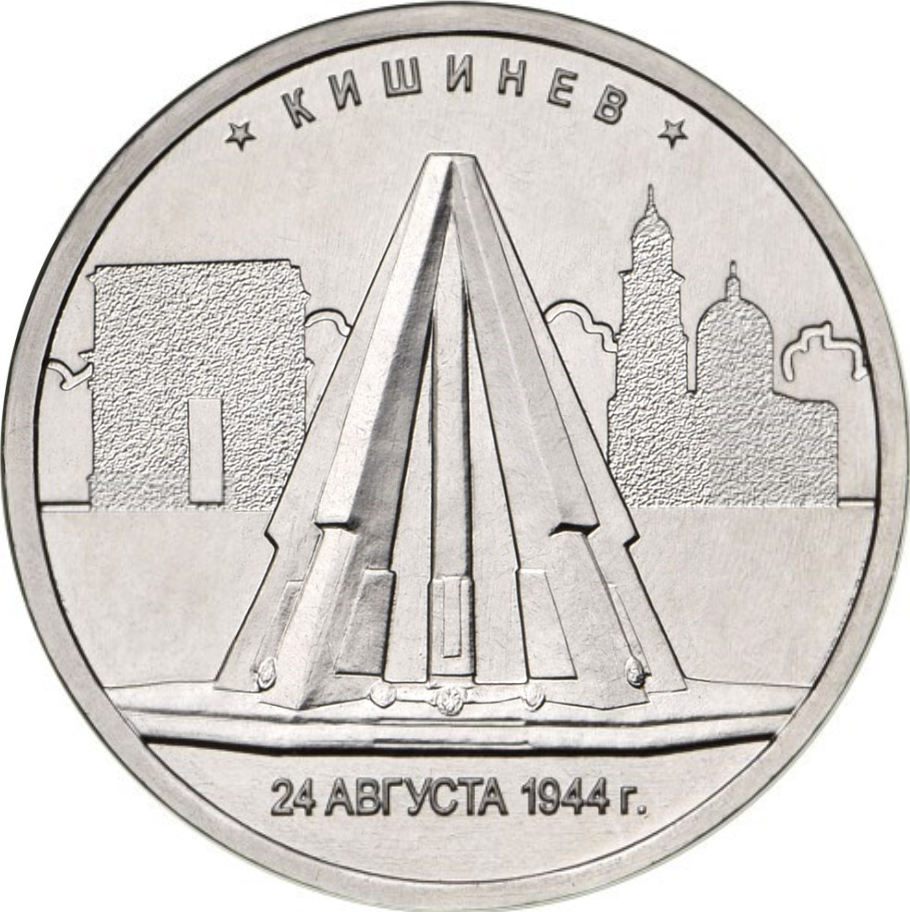
Une pièce commémorative sur laquelle figure le mémorial
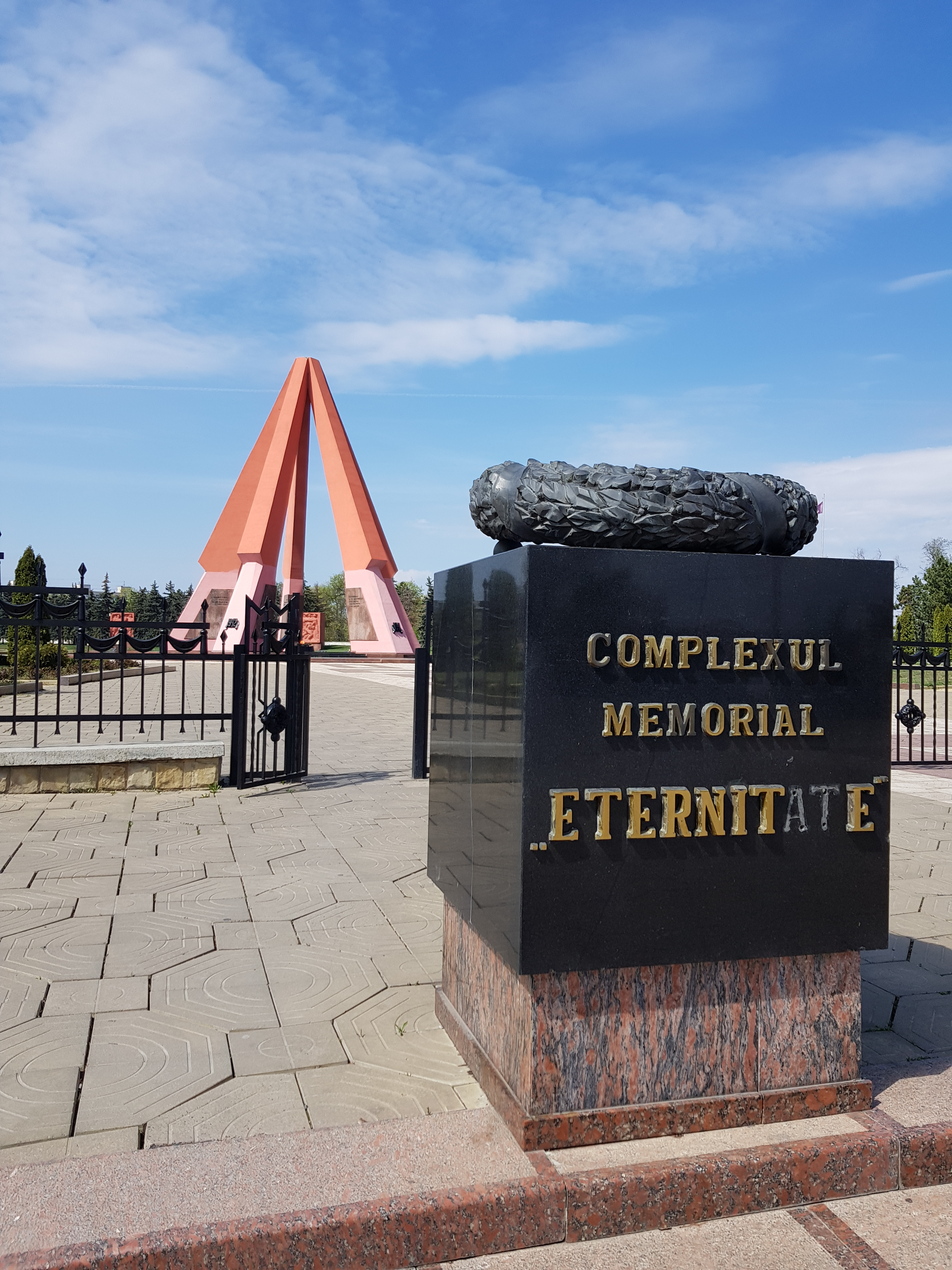
L'entrée du mémorial